# Hans Müller-Steinhagen

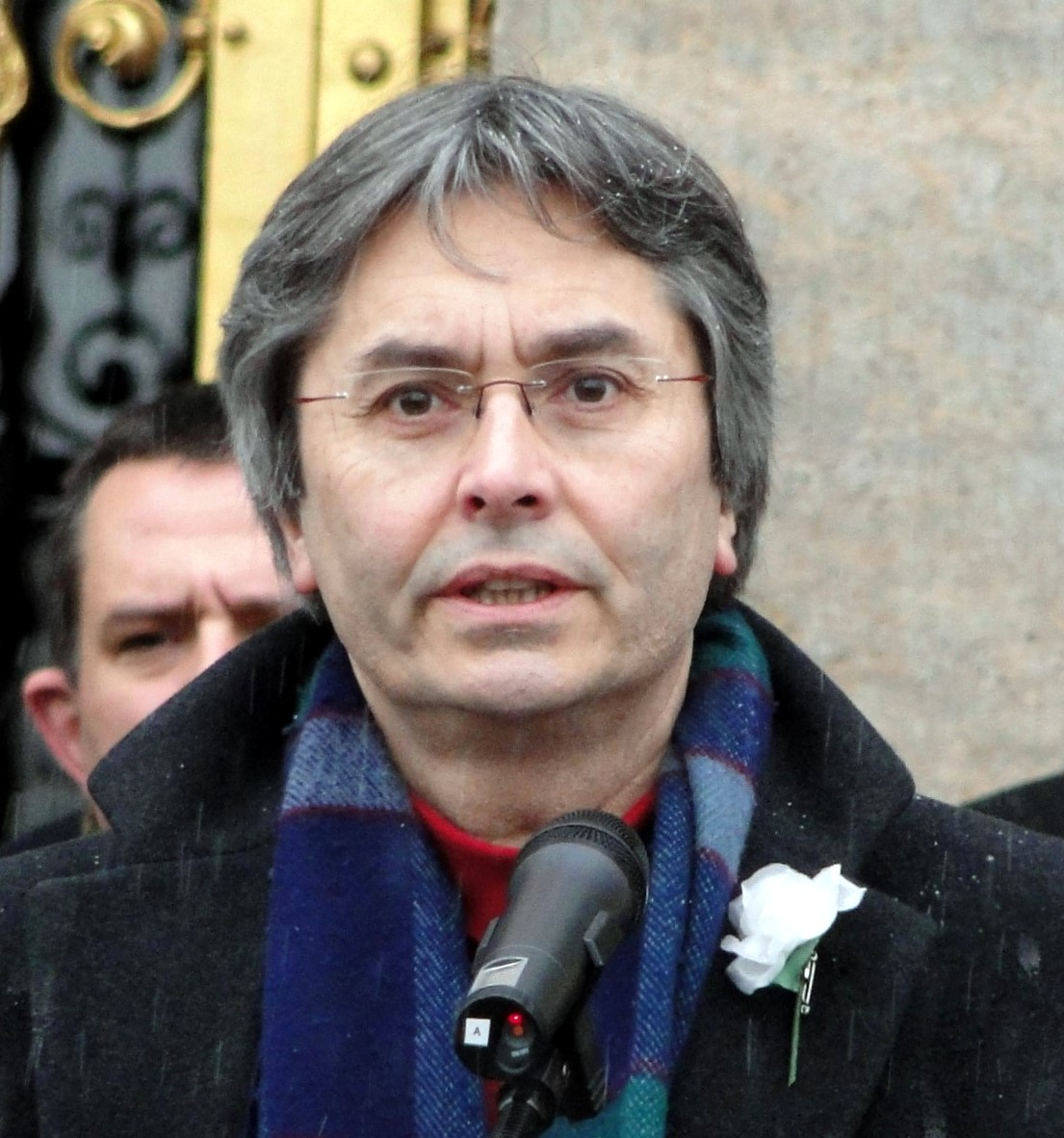
Hans Müller-Steinhagen während einer Rede am 13. Februar 2011 vor dem Dresdner Rathaus

Hans Michael Gottfried Müller-Steinhagen (* 22. Februar 1954 in Karlsruhe) ist ein deutscher Maschinenbauingenieur und ehemaliger Rektor der Technischen Universität Dresden.

## Leben

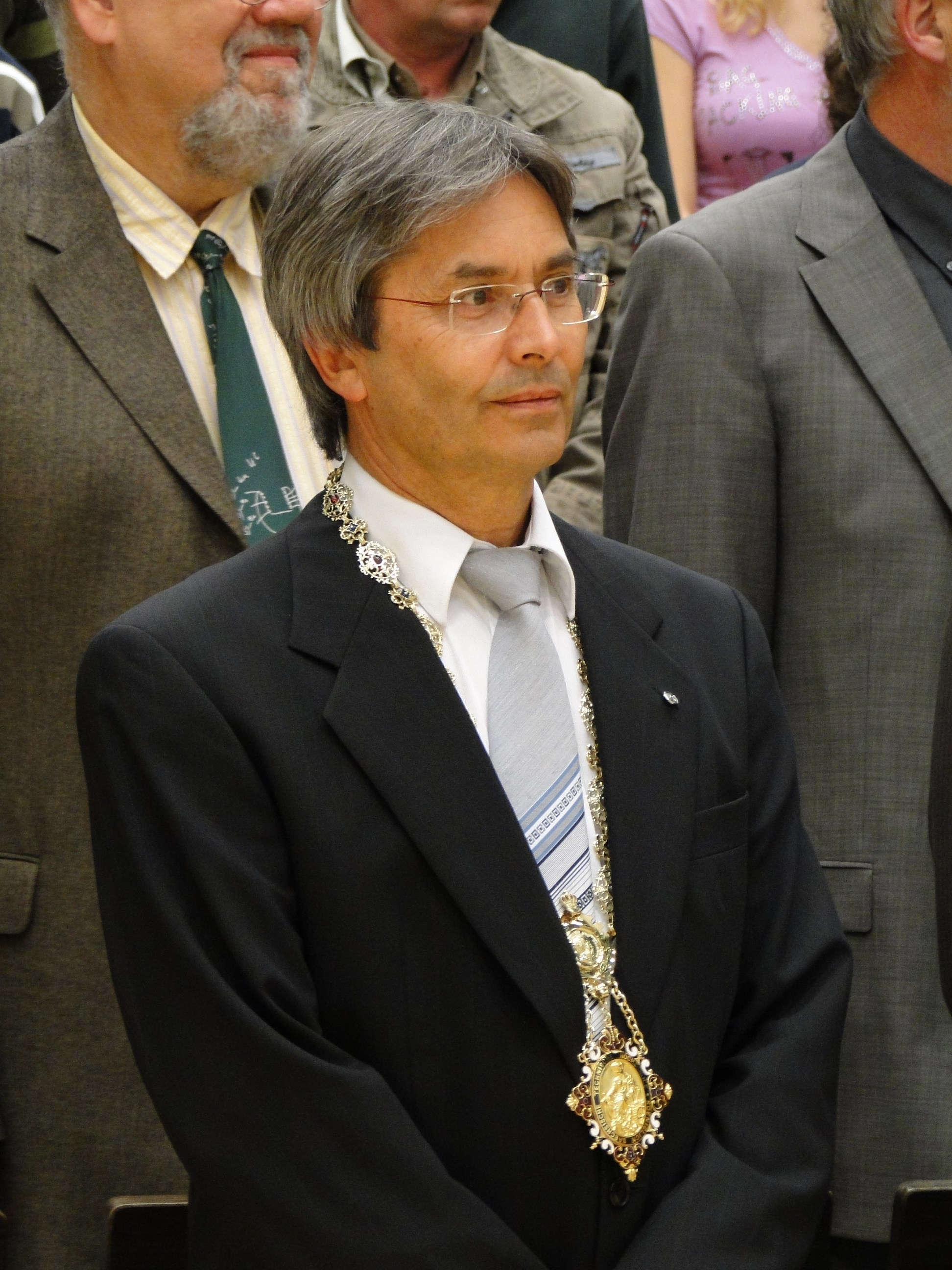
Hans Müller-Steinhagen 2010 mit Rektorkette

Hans Müller-Steinhagen verbrachte seine Kindheit und Jugend in Karlsruhe und besuchte dort das Markgrafen-Gymnasium. Nach dem Wehrdienst begann er ein Studium des Maschinenbaus an der Universität Karlsruhe, das er 1980 mit dem Grad eines Diplom-Ingenieurs beendete. Anschließend erhielt er dort eine Anstellung als wissenschaftlicher Mitarbeiter und promovierte 1984 im Fach Verfahrenstechnik. Von 1984 bis 1985 forschte Müller-Steinhagen mit einem Stipendium der Deutschen Forschungsgemeinschaft an der University of British Columbia (Kanada). Von 1986 bis 1993 war er als Associate Professor am Department of Chemical and Materials Engineering der University of Auckland (Neuseeland) tätig. Nach Beendigung einer zweiten Promotion (1993 Doctor of Engineering an der University of Auckland) arbeitete Müller-Steinhagen bis 2000 als Professor und Institutsdirektor am Institut für Chemieingenieurwesen und Verfahrenstechnik der University of Surrey (England). Währenddessen habilitierte er sich 1999 an der Universität Erlangen-Nürnberg. Von 2000 bis 2010 war Müller-Steinhagen in Personalunion Direktor des Instituts für Technische Thermodynamik am Deutschen Zentrum für Luft- und Raumfahrt sowie des Instituts für Thermodynamik und Wärmetechnik an der Universität Stuttgart. Er ist Mitglied der Deutschen Akademie der Technikwissenschaften (Acatech).
Nachdem sich Müller-Steinhagen bei der Wahl zum Rektor der TU Dresden gegen zwei Mitbewerber durchgesetzt hatte, bekleidete er dieses Amt ab dem 18. August 2010. Am 13. Mai 2015 wurde er für eine zweite Amtszeit gewählt, die im August 2020 planmäßig endete. Vom 1. Oktober 2020 bis 30. September 2022 war Müller-Steinhagen Rektor der staatlich anerkannten privaten Hochschule Dresden International University.
Ab Juli 2010 war er Vorsitzender des Beirates der Industrieinitiative Dii GmbH, die die Umsetzung des Projektes DESERTEC unterstützen sollte. Ende Oktober 2019 wurde Müller-Steinhagen zum britischen Honorarkonsul in Sachsen bestellt und leistete damit britischen Staatsbürgern in Sachsen Hilfe; er hatte diese Position bis Ende September 2022 inne. Er war bis September 2022 Mitglied im Vorstand der TUDAG und ist Mitglied im Innovationsbeirat des Sächsischen Ministerpräsidenten.
Im Juni 2021 erhielt Müller-Steinhagen „für seinen Beitrag zum zweimaligen Erringen des Exzellenzstatus für die TU Dresden und sein herausragendes gesellschaftliches Engagement in der Dresdner Stadtgesellschaft“ das Bundesverdienstkreuz. Zum 30. September 2022 legte Müller-Steinhagen zahlreiche öffentliche Ämter nieder, da er „[s]ein Leben in Zukunft etwas selbstbestimmter und stressfreier […] führen“ wolle. Seit Juni 2023 ist Müller-Steinhagen Ehrensenator der TU Dresden.
Müller-Steinhagen wohnt in Radebeul, ist verheiratet und hat einen Sohn.

## Publikationen
Müller-Steinhagen hat über 500 wissenschaftliche Artikel sowie fünf Fachbücher veröffentlicht.
- Wärmeübergang und Fouling beim Strömungssieden von Argon und Stickstoff im horizontalen Rohr. VDI-Verlag, Düsseldorf 1984, ISBN 3-18-144306-9 [Diss. (Ing.), Karlsruhe 1984].
- zusammen mit Ferdinand Reif: Thermische und hydrodynamische Einflüsse auf die Ablagerung suspendierter Partikeln an beheizten Flächen. VDI-Verlag, Düsseldorf 1990, ISBN 3-18-144019-1.
- Modellierung der Ablagerungsbildung in Wärmeübertragern. Energie- und Systemtechnik GmbH, Erlangen 2000, ISBN 3-931901-14-9 [Habil.-Schr., Erlangen-Nürnberg 1999].

## Auszeichnungen
Müller-Steinhagen hat im Laufe seines Lebens zahlreiche Preise und Auszeichnungen erhalten:
- 1990, 1992: Auszeichnung für hervorragende akademische Lehre
- 1992, 1993: Bauxite & Alumina Award, Int. TMS Konferenzen
- 1995: Light Metals Award, Int. TMS Konferenz
- 1994: Beilby-Medaille und Preis für „substantial work of exceptional practical significance in chemical engineering, applied materials science and energy efficiency“[11]
- 1996: Mike Ackrill Memorial Trophy der U.K. Heat Transfer Society
- 2003: Distinguished Visiting Fellow der Universität von Auckland
- 2009: Donald Q. Kern Award des American Institute of Chemical Engineers[12]
- 2012: Ehrendoktorwürde der Technischen Universität Brno, Tschechische Republik[13]
- 2014: Hochschulmanager des Jahres 2014[14]
- 2015: Ehrendoktorwürde der Dankook-Universität, Südkorea[15]
- 2018: Ehrendoktorwürde der Universität Schiras, Iran[16]
- 2021: Bundesverdienstkreuz
- 2023: Ehrensenator der TU Dresden